# Паланоцька сільська рада
Пала́ноцька сільська́ ра́да — колишня адміністративно-територіальна одиниця та орган місцевого самоврядування в Маньківському районі Черкаської області. Адміністративний центр — село Паланочка.

## Загальні відомості
- Населення ради: 521 особа (станом на 2001 рік)

## Населені пункти
Сільській раді були підпорядковані населені пункти:
- с. Паланочка

## Склад ради
Рада складалась з 12 депутатів та голови.
- Голова ради: Гречаний Борис Павлович
- Секретар ради: Савицька Бронислава Семенівна

### Керівний склад попередніх скликань
| Прізвище, ім'я, по батькові | Основні відомості                                                                      | Дата обрання | Дата звільнення |
| --------------------------- | -------------------------------------------------------------------------------------- | ------------ | --------------- |
| Гречаний Борис Павлович     | Сільський голова, 1952 року народження, освіта вища, член Комуністичної партії України | 26.03.2006   | 31.10.2010      |
| Гречаний Борис Павлович     | Сільський голова, 1952 року народження, освіта вища, член Комуністичної партії України | 31.10.2010   |                 |

Примітка: таблиця складена за даними сайту Верховної Ради України

### Депутати
За результатами місцевих виборів 2010 року депутатами ради стали:

#### За суб'єктами висування
| Суб'єкт висування                                       | Кількість обраних депутатів | %    |
| ------------------------------------------------------- | --------------------------- | ---- |
| Комуністична партія України                             | 5                           | 41,7 |
| Самовисування                                           | 4                           | 33,3 |
| Народна партія                                          | 2                           | 16,7 |
| Політична партія Всеукраїнське об'єднання «Батьківщина» | 1                           | 8,3  |

#### За округами
| № округу                                                | Прізвище, ім'я, по батькові   | Дата визнання обраним | Освіта             | Партійна приналежність                        | Відомості про обраного депутата         |
| ------------------------------------------------------- | ----------------------------- | --------------------- | ------------------ | --------------------------------------------- | --------------------------------------- |
| Комуністична партія України                             |                               |                       |                    |                                               |                                         |
| 1                                                       | Козенко Віктор Володимирович  | 01.11.2010            | середня            | позапартійний                                 | ДП «Грім», шофер                        |
| 4                                                       | Швець Наталя Василівна        | 01.11.2010            | середня спеціальна | позапартійна                                  | дитсадок «Сонечко», помічник вихователя |
| 7                                                       | Левченко Людмила Василівна    | 01.11.2010            | середня спеціальна | член Комуністичної партії України             | Паланоцька сільська рада, бухгалтер     |
| 8                                                       | Дума Алла Анатоліївна         | 01.11.2010            | середня            | позапартійна                                  | тимчасово не працює                     |
| 9                                                       | Кацило Дмитро Анатолійович    | 01.11.2010            | середня            | позапартійний                                 | тимчасово не працює                     |
| Народна Партія                                          |                               |                       |                    |                                               |                                         |
| 6                                                       | Савицька Броніслава Семенівна | 01.11.2010            | середня спеціальна | позапартійна                                  | Паланоцька сільська рада, секретар      |
| 12                                                      | Пархоменко Галина Григорівна  | 01.11.2010            | середня спеціальна | позапартійна                                  | Паланоцька бібліотека, бібліотекар      |
| Політична партія Всеукраїнське об'єднання «Батьківщина» |                               |                       |                    |                                               |                                         |
| 3                                                       | Циганюк Наталія Іванівна      | 01.11.2010            | середня спеціальна | член Всеукраїнського об'єднання «Батьківщина» | Паланоцький БК, директор Б. К.          |
| Самовисування                                           |                               |                       |                    |                                               |                                         |
| 2                                                       | Залізняк Пилип Петрович       | 01.11.2010            | середня спеціальна | позапартійний                                 | Умань лісгосп, робочий                  |
| 5                                                       | Полозюк Ольга Вікторівна      | 01.11.2010            | середня            | позапартійна                                  | тимчасово не працює                     |
| 10                                                      | Ляш Олександр Андрійович      | 01.11.2010            | середня            | позапартійний                                 | Іваньки цукровий завод, токар           |
| 11                                                      | Хоменко Тетяна Миколаївна     | 01.11.2010            | середня            | позапартійна                                  | тимчасово не працює                     |